# Château de Menetou-Salon
Le château de Menetou-Salon, situé au 2, rue Prince Auguste d'Arenberg à Menetou-Salon (Cher), est une ancienne forteresse du XIIe siècle entièrement remaniée et agrandie dans un style néo-gothique au XIXe siècle par son propriétaire Auguste d'Arenberg et par son architecte Ernest Sanson pour en faire une résidence.
Cette demeure est une propriété privée dont on peut visiter cinq pièces ainsi que la chapelle, la sellerie et la collection automobile.

## Historique
La seigneurie est mentionnée dès le XIe siècle. À la fin du XIe siècle, le seigneur local originaire de Normandie, dit Sarlon Le Riche, fait construire une forteresse. Au XIIIe siècle, les lointains successeurs de Sarlon, les comtes de Sancerre qui sont là depuis le règne de Louis IX (ayant succédé aux de Vesvre, puis aux sires de Mehun et de Vierzon, quittent peu à peu la forteresse pour se faire construire une demeure plus raffinée à l'emplacement du château actuel. Le domaine est vendu en 1448 à Jacques Cœur, grand argentier du roi Charles VII qui le confisque et l'offre à sa maîtresse Antoinette de Maignelais (1430-1470). En 1513, Artus de Villequier — fils d'Antoinette de Maignelais et d'André de Villequier — vend pour 20 500 livres la terre de Menetou à dame Jeanne de Malet de Graville, veuve en 1511 de Charles d’Amboise et fille de l'amiral Louis Malet de Graville, puis Menetou passe à ses neveux de Balzac d'Entra(y)gues, fils de sa sœur Anne Malet de Graville et de Pierre de Balsac. Au XVIe siècle, Menetou va aux d'Urfé puis aux Pot de Rhodes. 
En effet, en 1532, Claude d'Urfé, surintendant de la maison du roi François II, épouse Jeanne de Balzac d’Entragues, dame de Menetou-Salon (fille de Pierre d’Entragues et d’Anne de Graville) et devient ainsi seigneur de Menetou-Salon. En 1559, à la mort de Claude d’Urfé, son beau-frère Jean Pot seigneur de Rhodes en bas Berry — qui avait épousé en 1538 Georgette de Balsac, sœur de Jeanne et dernière fille de Pierre de Balsac et d'Anne Malet de Graville — achète à Jacques d’Urfé la châtellenie de Menetou-Salon. Les premiers grands travaux, dont la construction du pavillon Henri IV, seront entrepris au début du XVIIe siècle par Guillaume Pot de Rhodes (1539-1603), grand maître des cérémonies de France.
En 1590 sont regroupées deux entités jusque-là distinctes : la seigneurie de la Chaintre, qui dépendait du seigneur de Mehun-sur-Yèvre — donc du roi — et qui était soumise à la taille), et la partie située autour du château de Menetou appelée le « fief Pot », ou « fief de Pot », qui dépendait de la principauté souveraine de Boisbelle, dont les habitants jouissaient de conditions très avantageuses en matière d’impôts et d’obligations militaires.

### La Chaintre et le fief Pot
Le fief de la Chaintre mouvait directement de Boisbelle, alors que celui de Menetou-Salon (château actuel) dépendait de Mehun-sur-Yèvre. Les seigneurs particuliers de La Chaintre au XVIe siècle sont représentés par la famille Riballet. En 1504, Gimon de Riballet, écuyer, était maître d’hôtel de Charlotte de Bretagne, dame de Menetou-Salon. Viennent ensuite Guyon de Riballet, seigneur de la Chaintre, maître d’hôtel de Marie d’Albret puis son fils Charles de Riballet époux de Marie de Chezy, seigneur de la Chaintre, de Champgrand, de Vaux, Saint-Just, maître d’hôtel de la duchesse de Nevers, princesse de Boisbelle. La fille de Charles, Catherine de Riballet, épousa Jacques Dumesnil-Simon, seigneur de Beaujeu et Neuilly en Sancerre, fils de Jacques (mort en 1564) et Isabeau de Ronsard. Du couple sont issus Charles, Françoise (épouse de Marc Carré) et Marie (épouse de François Carré d’Anjouin).
Charles, frère de Jacques Dumesnil-Simon, épousa le 20 décembre 1590 Louise Pot fille de Guillaume (1539-1603), grand maître des cérémonies de France et Jacqueline de La Chastre. Charles maître de camp mourut l'année de son mariage avec Louise Pot en 1590. La terre de la Chaintre était revenue à Charles, le fils aîné de Jacques Dumesnil-Simon et Catherine de Riballet. Il l’a vendue en 1590 à Guillaume Pot de Rhodes. Autour du centre de la Chaintre devait s’établir le Fief-Pot.
Le 11 janvier 1755, Élisabeth-Pauline de Gand-Lauraguais apporte le château — qu'elle avait hérité de sa tante par alliance Marie-Louise Charlotte Pot de Rhodes, femme du maréchal Louis de Gand de Mérode — en dot à son époux, Louis-Léon de Brancas, duc de Lauraguais. Leur fille unique Louise Antoinette Pauline (1755-1812) épouse le 19 janvier 1773 à Paris, Louis-Engelbert d'Arenberg.
À la Révolution, le château est fortement endommagé et la seigneurie est démembrée. Elle est restituée sous la Restauration au duc de Lauraguais. À sa mort en 1824, son petit-fils Pierre d'Alcantara-Charles-Marie d'Arenberg reprend en main la destinée du château avec son épouse Alix de Talleyrand-Périgord (1808-1842), nièce du ministre.
Puis leur fils Auguste Louis Albéric d'Arenberg, président du conseil général du Cher, entreprend de 1884 à 1890 d'importants travaux d'agrandissements, confiés à l'architecte Ernest Sanson (1836-1918), d'un montant de 1,7 million de francs-or, qui donneront au château son aspect actuel ; mais il restera toujours gothique.

## Description

### Le château
Les lucarnes, les gâbles et les pinacles furent posés sous Auguste d'Arenberg. Les intérieurs furent refaits après la Seconde Guerre mondiale. Les travaux portèrent sur les parties sud et est, les parties nord et ouest conservant leur aspect classique. Le château possède 24 cheminées et 297 fenêtres.
Le hall d'entrée est une vaste pièce abritant la statue d'Agnès Sorel.
La salle à manger est située dans l'aile médiévale avec une façade du XIVe siècle. Elle est ornée de céramiques reprenant les motifs des Saisons d'Arcimboldo.
Dans la salle de billard sont exposés les portraits peints et photographiés des membres de la famille d'Arenberg. Le sol est couvert d'un tapis rouge, la couleur des princes de ce château.
La bibliothèque compte 12 000 volumes. Elle est ornée de lambris de chêne et d'une cheminée à l'italienne en marbre gris et blanc.
Le 27 avril 1840, lors d'un incendie dans le bourg, 500 sans-abri furent accueillis pour partie au château par le prince d'Arenberg.

### Le colombier
Le colombier abrite des paons blanc ou Pavo albus. Les paons blancs ne sont pas albinos, ils ont les mêmes caractéristiques génétique que le paon bleu à l'exception qu'ils ont subi une mutation génétique qui modifie leurs couleurs. Cette mutation s'appelle le leucisme et empêche le dépôt de pigments, ce qui est différent de l'albinisme qui empêche la production de mélanine.

### Le parc
Le parc est composé de prairies et d'une forêt. Un mini jardin est accessible au public mais l'ensemble du parc est privé.

### Vignoble
En face du château se trouve le clos de la Dame, seul vignoble situé au cœur du village de Menetou-Salon. Avec d'autres parcelles situées autour de Menetou-Salon, le vignoble produit la cuvée Prince et Duc d'Arenberg en rouge, blanc et rosé, en vente uniquement à la boutique du château.

### Collections automobiles et hippomobiles
Cette collection peut se visiter ainsi que sa sellerie d'apparat, et conserve notamment :
- une Rolls Royce de type Phantom III de 1937, construite à 300 exemplaires ;
- une Turcat-Méry de 1912, unique modèle subsistant ;
- une Hispano-Suiza de 1923 ;
- une Bentley.